# Jiangchang (köpinghuvudort i Kina, Hubei Sheng, lat 30,61, long 112,93)
Jiangchang (kinesiska: 蒋场镇) är en köpinghuvudort i Kina. Den ligger i provinsen Hubei, i den centrala delen av landet, omkring 130 kilometer väster om provinshuvudstaden Wuhan. Antalet invånare är 39 989. Befolkningen består av 19 750 kvinnor och 20 239 män. Barn under 15 år utgör 13,0 %, vuxna 15-64 år 78 %, och äldre över 65 år 8,0 %.
Runt Jiangchang är det tätbefolkat, med 570 invånare per kvadratkilometer. Närmaste större samhälle är Jingling, 16,5 km öster om Jiangchang. Trakten runt Jiangchang består till största delen av jordbruksmark.
Genomsnittlig årsnederbörd är 1 225 millimeter. Den regnigaste månaden är maj, med i genomsnitt 180 mm nederbörd, och den torraste är december, med 15 mm nederbörd.